# ماریسفلد
ماریسفلد (به آلمانی: Marisfeld) یک شهر در آلمان است که در هیلدبورگهاوزن واقع شده‌است. ماریسفلد ۴۴۷ نفر جمعیت دارد.